# Tabor (Eslovenia)
Tabor es una localidad y municipio del noroeste de Eslovenia, situada en la región de la Baja Estiria. El municipio fue fundado en 1998 debido a la reorganización del término municipal de Žalec.

## Geografía

### Núcleos de población
Los núcleos de población que componen el municipio son Črni Vrh, Kapla, Tabor, Loke, Miklavž pri Taboru, Ojstriška vas y Pondor.

## Demografía
Entre 1999 y 2008, la población del municipio de Tabor ha permanecido alrededor de los 1500 habitantes.
Evolución demográfica
| 1999  | 2000  | 2001  | 2002  | 2003  | 2004  | 2005  | 2006  | 2007  | 2008  |
| ----- | ----- | ----- | ----- | ----- | ----- | ----- | ----- | ----- | ----- |
| 1 485 | 1 489 | 1 509 | 1 528 | 1 523 | 1 516 | 1 505 | 1 500 | 1 493 | 1 526 |